# Episodi di Star Falls
La prima e unica stagione della serie televisiva Star Falls è andata in onda negli Stati Uniti d'America dal 31 marzo 2018 al 2 settembre 2018.
In Italia la serie è andata in onda dal 13 settembre 2018 al 6 febbraio 2019, su TeenNick (ex canale a pagamento di Sky Italia), mentre a marzo 2021 sul gratuito Super! trasmessi in ordine di produzione (i 20 episodi sono disponibili sul sito del canale già dal 15 novembre 2020)
| nº | codice di prod. | Titolo originale              | Titolo italiano                        | Prima TV USA     | Prima TV Italia (TeenNick) | Prima TV Italia (Super!) |
| -- | --------------- | ----------------------------- | -------------------------------------- | ---------------- | -------------------------- | ------------------------ |
| 1  | 101             | The Celebrity Setup           | Arrivo a Star Falls                    | 31 marzo 2018    | 13 settembre 2018          | 12 marzo 2021            |
| 2  | 102             | The Everything Wash           | Il Tutto-Lavaggio                      | 7 aprile 2018    | 13 settembre 2018          | 12 marzo 2021            |
| 3  | 107             | The Assistant                 | L'assistente                           | 14 aprile 2018   | 20 settembre 2018          | 17 marzo 201             |
| 4  | 103             | The Birthday                  | Il compleanno                          | 21 aprile 2018   | 20 settembre 2018          | 15 marzo 2021            |
| 5  | 108             | The Owl Bomb                  | Un canale da salvare                   | 28 aprile 2018   | 27 settembre 2018          | 17 marzo 2021            |
| 6  | 104             | The Play                      | La recita                              | 9 giugno 2018    | 27 settembre 2018          | 15 marzo 2021            |
| 7  | 109             | The Picnic Auction            | La nuova statua                        | 16 giugno 2018   | 4 ottobre 2018             | 18 marzo 2021            |
| 8  | 105             | The Mole                      | La talpa                               | 23 giugno 2018   | 4 ottobre 2018             | 16 marzo 2021            |
| 9  | 111             | The Co-Star                   | La rivale                              | 30 giugno 2018   | 11 ottobre 2018            | 26 aprile 2021           |
| 10 | 106             | The Pet Whispeper             | Il ragazzo che sussurrava agli animali | 14 luglio 2018   | 11 ottobre 2018            | 16 marzo 2021            |
| 11 | 110             | The Red Carpet                | Il Red Carpet                          | 28 luglio 2018   | 9 gennaio 2019             | 18 marzo 2021            |
| 12 | 112             | The Creth                     | Scoiattoli e paparazzi                 | 5 agosto 2018    | 9 gennaio 2019             | 27 aprile 2021           |
| 13 | 114             | The Fall of the Owl           | Il sogno nel cassetto                  | 5 agosto 2018    | 16 gennaio 2019            | 29 aprile 2021           |
| 14 | 113             | The Engagement                | Il fidanzamento                        | 12 agosto 2018   | 16 gennaio 2019            | 28 aprile 2021           |
| 15 | 116             | The Boys vs the Girls         | Maschi contro femmine                  | 12 agosto 2018   | 23 gennaio 2019            | 3 maggio 2021            |
| 16 | 115             | The Camping Trip              | Il campeggio                           | 19 agosto 2018   | 23 gennaio 2019            | 30 aprile 2021           |
| 17 | 119             | The Mystery Artist            | L'artista misterioso                   | 19 agosto 2018   | 30 gennaio 2019            | 6 maggio 2021            |
| 18 | 118             | The Family Picnic             | Picnic in famiglia                     | 26 agosto 2018   | 30 gennaio 2019            | 5 maggio 2021            |
| 19 | 117             | The Stranding and the Dresses | Auto e vestiti                         | 26 agosto 2018   | 6 febbraio 2019            | 4 maggio 2021            |
| 20 | 120             | The Wedding                   | Il matrimonio                          | 2 settembre 2018 | 6 febbraio 2019            | 7 maggio 2021            |